# Celia Rivas Casais
Celia Rivas Casais (Lugar de Calcova, Finisterre, 26 de octubre de 1912 - Finisterre, 21 de agosto de 1974) fue una empresaria gallega, reconocida como la primera mujer camionera de España y cofundadora junto a sus hermanas de la empresa Hijos de Joaquín Rivas, dedicada a la comercialización de pescado y marisco. Es probablemente también la primera mujer europea que participó en un conflicto bélico como transportista. Su biografía novelada "Celia Rivas Casais", escrita por Lilí Díaz Rivas y Benjamín Trillo Trillo, fue publicada en el año 2009 por la Junta de Galicia. En 2018, la escritora Anaír Rodríguez y la ilustradora Nuria Díaz la incluyeron en su libro "Pioneiras - Galegas que abriron camiño" como una de las doce mujeres en la historia de Galicia con mayor trascendencia en la eliminación de barreras para las mujeres. El escritor Fran Alonso también se inspiró en la vida de Celia Rivas para su libro "A punta de pistola", premio Novela por Entregas de La Voz de Galicia en 2012. Otros autores de renombre como Manuel Rivas, Roberto Traba Velay o Modesto Fraga dejaron constancia de su admiración por Celia en libros y artículos de prensa.

## Infancia
Hija del mecánico Joaquín Rivas Canosa y Josefa Casais Insua, ambos gallegos emigrados, fue la cuarta de seis hermanos (Ramón, María, Palmira, Celia, Julita y Cándida), nacidos entre Buenos Aires y Galicia. Tanto ella como sus hermanas heredaron de su padre y su abuelo el sobrenombre de "lavancas", que continuaría con las generaciones siguientes. Su origen parece estar en el somormujo lavanco, pájaro habitual en la zona. Tras regresar de Argentina en 1908, la familia se instaló en la aldea costera de Mallas, perteneciente al municipio de Finisterre. Aunque Celia sabía leer y escribir, se desconoce si tuvo alguna vez la oportunidad de ir a la escuela.

## Inicios como transportista
Gracias a las habilidades de su padre, que convirtió en camión de caja corta un coche accidentado, se involucró desde muy pequeña en el transporte de pescado, motor de la actividad económica en la zona. Celia se encargaba junto a sus hermanas de contratar los portes con armadores y comerciantes, hasta que se vieron obligadas a sustituir el viejo camión por un Chevrolet de chasis largo, importado de Estados Unidos. Joaquín Rivas había visto a mujeres conduciendo durante su etapa como emigrante en Estados Unidos, y acuciado por una grave enfermedad pulmonar que le impedía seguir encargándose de las reparaciones en su taller, le propuso a su hija María convertirse en chófer del negocio. Ante la negativa de ésta, Celia se presentó voluntaria. Recibió su permiso de conducción de primera en 1932, examinándose en la ciudad de La Coruña. Se convertiría así en la primera mujer española con carnet de camión.

## Trayectoria durante la Guerra Civil Española y la Segunda Guerra Mundial
A pesar de haber protagonizado múltiples incidentes con simpatizantes franquistas y haber socorrido tanto a detenidos republicanos durante la Guerra Civil Española como a soldados del frente aliado estadounidense durante la Segunda Guerra Mundial, Celia Rivas se mantuvo neutral respecto a los conflictos bélicos que vivió y no se tiene constancia de que haya manifestado ideas políticas antes o durante la dictadura. La biografía de Celia Rivas Casais escrita por su sobrina Lilí Díaz Rivas, basada en las historias transmitidas por sus hermanas María y Julita Rivas, documenta algunas de estas situaciones.

### Requisamiento de su camión por el ejército franquista
Aunque Celia Rivas empezó a conducir el camión del negocio con diecinueve años, en la España de 1932 las mujeres no alcanzaban la mayoría de edad hasta los veintitrés ni se les permitía votar todavía; sólo podían independizarse a los veinte años si contraían matrimonio o ingresaban como monjas. Como ninguna de las hermanas Rivas Casais alcanzaba la mayoría de edad ni estaban casadas cuando muere su padre, su madre Josefa Casais pasa a ser la administradora legal del negocio aunque sin ningún poder de decisión real. Celia y sus hermanas toman las riendas del negocio, y debido al mal estado de las carreteras, se ven obligadas en junio de 1936 a cambiar su deteriorado Chevrolet por un ómnibus rosa y verde, preparado para el transporte de 50 personas y carga. Un mes después estalla en España la Guerra Civil. La familia decide no tomar parte por ninguno de los dos bandos enfrentados, en un intento de continuar con su negocio y amortizar la inversión del nuevo vehículo. Al encontrarse en zona de influencia franquista, el bando nacional requisa su ómnibus, especialmente valioso para el transporte de soldados. Con el objeto de conservar el vehículo, Celia se ofrece voluntaria para transportar a los soldados, y la destinan al frente de Mérida. Pero gracias a la insistencia de su hermana María ante las autoridades militares de La Coruña, se les otorga una credencial que les permite de manera temporal evitar ir a las zonas de guerra, aunque manteniéndose la requisa. Semanas después un falangista se lleva el ómnibus a la fuerza, y tras usarlo durante días, lo estrella y lo deja abandonado. Las hermanas lo encuentran, lo reparan y lo esconden en su casa, usando camiones de alquiler para el negocio. Esta iniciativa les traería consecuencias más tarde.

### Ayuda a represaliados e interrogatorios franquistas
Durante sus viajes en camión, Celia y María Rivas socorrieron a diversos autoestopistas. Algunos de ellos, como Xosé Cambón, les facilitaron información con la que influyeron en la liberación de vecinos encarcelados, y que les permitieron transmitir mensajes confidenciales a personas detenidas por el régimen. Poco después de que las hermanas Rivas escondieran su vehículo, militares franquistas descubren la ubicación del ómnibus tras interceptar una carta y lo requisan nuevamente. Más tarde llamarían a su hermana María para hacerle un consejo de guerra. Gracias a la influencia del soldado Cambón, logran evitarlo. María volvería a ser interrogada más tarde por comunicar información clasificada a personas amenazadas por el nuevo régimen franquista.

### Recuperación del camión y participación forzada en la guerra
Nuevamente gracias a Xosé Cambón, las hermanas Rivas descubren el taller de La Coruña en el que se encuentra requisado su ómnibus. Gracias a la influencia del amigo de la familia y capitán Juan Mayobre, Celia Rivas se ofrece para conducir su vehículo en zonas de guerra, esperando así poder recuperarlo. Los franquistas aceptan y la envían junto a su hermana María como transportista de soldados al frente durante el sitio de Oviedo, en el que murieron más de 17 000 personas entre población civil y combatientes de ambos bandos. Aunque no existen registros que acrediten la presencia de otras mujeres conductoras durante la guerra civil española, parece razonable considerar que Celia Rivas fue también la primera conductora de camiones modernos que participó en un conflicto bélico europeo, dado que los camiones diésel no llegaron a Europa hasta la época de 1930, y la primera guerra de la década en el continente sucedió en España. A cambio de transportar a los soldados de Franco durante varios viajes al frente, los nacionales le permitieron a Celia Rivas mantener el autobús, y ella lo aprovechó para comerciar con productos que abundaban en zonas de guerra pero escaseaban en Galicia. Cuando terminó la Guerra Civil, el negocio familiar volvió a centrarse exclusivamente en el transporte de pescado y marisco gallego a diversas zonas de España.

### Reconocimiento del gobierno americano durante la Segunda Guerra Mundial
El 28 de agosto de 1943, un avión estadounidense Liberator B 24 se estrelló en la playa de Langosteira, muy cerca de la casa en la que vivía Celia Rivas. El aeroplano, perteneciente al escuadrón 480 del grupo antisubmarino aliado, fue abatido por un avión alemán. Investigadores como Agustín Ruzafa Almodóvar han documentado este incidente en profundidad. Los vecinos del pueblo rescataron a 9 de los 10 tripulantes, y dos de ellos acabaron en la casa Rivas. Oficialmente, la España de Franco se mantenía neutral durante el conflicto, pero los soldados accidentados temían que algunos de los documentos confidenciales que viajaban con ellos pudieran llegar a manos nazis a través de las autoridades franquistas. Lilí Díaz Rivas, que recogió la historia directamente de las fuentes originales, cuenta en su libro desde la perspectiva de Celia Rivas cómo su hermana facilitó la destrucción de los papeles: "Cuando llegaron, uno de los aviadores intentó comerse unos papeles que llevaba en una cartera, pero mi hermana Palmira, que lo vio, le dijo por señales que podía quemarlos en el fuego. Lo llevó a la cocina y le enseñó el fogón, donde fue quemando uno a uno los papeles que traía. Cuando terminó, le besaba las manos a mi hermana, con lágrimas en los ojos, agradeciendo su gesto". El gobierno estadounidense sólo pudo enterarse de este hecho a través de los propios soldados rescatados, ya que la historia no fue difundida por ningún medio. El 10 de septiembre de 1943, el vicecónsul de los Estados Unidos de América en Vigo, León L. Cowles, envió un documento oficial a la familia, en el que manifiesta "el agradecimiento sincero por las cariñosas, humanitarias y desinteresadas atenciones tenidas por ustedes con los miembros de la tripulación". Lilí Díaz Rivas todavía posee el documento original. Según ella misma relata, las atenciones de la familia Rivas con los soldados estadounidenses no fueron bien vistas por las autoridades franquistas. Se les insinuó la posibilidad de que pudieran condenarlas en un consejo de guerra, cosa que finalmente no ocurrió.

## Vida personal y trascendencia de su figura
Aunque la historia de su vida no se dio a conocer en el ámbito público hasta 2008, año en el que se iniciaron los trámites para su inclusión en la exposición Pioneiras, Celia Rivas Casais fue un personaje importante en el proceso de emancipación de la mujer galega dentro del ámbito rural y una figura clave en la activación económica de Finisterre tras la dura etapa de posguerra.

### Lazos familiares
Celia Rivas se casó con Manolo Martínez, natural de Mugía, en 1940, con el que tuvo primero a su hija Celia, que moriría días después del parto, y más tarde a su hijo Manuel, nacido en 1943. A pesar de estar casada, nunca se separó de sus hermanas, con las que convivió siempre en domicilios diferentes dentro del mismo edificio. Tras terminar la Guerra Civil Española, alquila con sus hermanas una fábrica de salazón en Finisterre para dedicarse en exclusiva a la manipulación y transporte de pescado y marisco. Aunque de cara al exterior eran cuatro las hermanas que dirigían el negocio y todas ellas tenían roles importantes, los vecinos y trabajadores que conocieron a Celia Rivas destacan su faceta de cerebro y líder de la Casa Rivas, gracias a su capacidad para organizar los recursos de la empresa y visualizar oportunidades de negocio que ayudaron de manera notoria a su expansión. Según relata la biografía de Celia, los maridos de María, Julita, Palmira o la propia Celia Rivas trabajaron en la empresa o participaron en las decisiones pero nunca ostentaron roles de dirección por encima de sus esposas, únicas responsables del negocio desde la muerte de su padre. Celia Rivas murió en 1974 con apenas 61 años en su casa familiar de Finisterre.

### Repercusión en el ámbito económico, social y cultural
Más allá de su calidad humana o la trascendencia de sus acciones, Celia Rivas destacó por ser una emprendedora con gran talento para la administración de recursos. Bajo el liderazgo de Celia la empresa mantuvo clientes en todo el territorio español y empleó a numerosos vecinos de su localidad natal durante 40 años, llegando a tener más de 250 trabajadores en plantilla, barcos de pesca, flota de transporte y diversas fábricas. Esto resulta especialmente relevante para un pueblo como Finisterre, que desde los años 30 mantiene un censo en torno a los cinco mil habitantes. Gracias a su gestión y a sus negocios con restaurantes de renombre en Madrid y Barcelona, contribuyó de manera notable a que hoy se conozca al pescado y marisco gallego como el mejor del mundo.

##### Libros y publicaciones académicas
Celia Rivas contó con el respeto de los que la trataron personalmente o hicieron negocios con ella, pero su perfil humilde y su carácter reservado no contribuyeron a la difusión de sus acciones hasta 34 años después de su fallecimiento. El reconocimiento público de su figura fue reivindicado por su sobrina Lilí, hija de su hermana Julita Rivas, que continuó con el negocio familiar tras la muerte de Celia. Meses después de retirarse, Lilí Díaz Rivas escribió la historia de su familia en una edición única financiada por la Junta de Galicia, que se agotó semanas después de su publicación. El libro formó parte de la exposición itinerante "Pioneiras" que visitó diferentes localidades de Galicia. "Pioneiras" se inauguró como muestra fotográfica en el I Encontro de Empresarias Galegas, y se mantuvo de manera permanente en Bruselas, enmarcada dentro del contexto de la Fundación Galicia Europa. Existe un ejemplar impreso en la Biblioteca Nacional de España, mientras que la versión digital del libro puede descargarse gratuitamente en formato PDF desde la web oficial de Igualdad de la Junta de Galicia. El European Institute for Gender Equality promocionó el libro en su web. El libro ilustrado "Pioneiras" de Anaír Rodríguez y Nuria Díaz, que incluye a Celia Rivas entre las 12 mujeres a las que homenajea, obtuvo un gran éxito comercial y ayudó en gran medida a que sus acciones fueran rescatadas del anonimato. La trascendencia de Celia en el ámbito literario queda bien reflejada en el libro "A punta de pistola" de Fran Alonso, publicado por Xerais y premiado con el XII Premio de Novela por Entregas La Voz de Galicia. Una de las protagonistas de esta novela se declara admiradora de la vida de Celia Rivas y relata su trayectoria a través de un blog. En su discurso tras la recogida del premio, Fran Alonso homenajeó a Celia citándola como inspiración. Sobre su vida, comentó que "la realidad, cuando quiere, puede ser más inverosímil que la ficción". Otros autores gallegos como Manuel Rivas, Modesto Fraga o Roberto Traba Velay han escrito también sobre ella.
En el ámbito académico, la figura de Celia Rivas Casais forma parte de las materias "Historia económica de la España contemporánea" (Universidad de Santiago de Compostela) e "Historia Económica" (Universidad de Murcia) gracias al trabajo de las docentes Pilar Freire Esparís y Susana Martínez Rodríguez para su proyecto MUFREM. En su publicación citan el libro que Lilí Díaz Rivas y Benjamín Trillo Trillo escribieron sobre Celia.

##### Reconocimientos y homenajes de organismos oficiales, colegios, fundaciones y negocios
Quizá el mayor reconocimiento oficial a Celia Rivas Casais proviene de la Junta de Galicia en 2009, en tanto la Secretaría Xeral de Igualdade creó y financió la iniciativa "Pioneiras" específicamente para homenajear su figura. Celia Rivas inauguró la serie y su libro fue el elemento de mayor trascendencia en la campaña de comunicación. Otros organismos oficiales como el Consello da Cultura Galega consideran el fallecimiento de Celia como un acontecimiento clave en la historia de las mujeres galegas. En 2011, el ayuntamiento de Mugía homenajeó a Celia Rivas en su Galería de Mulleres. Su figura ha sido reivindicada por diferentes consistorios, bibliotecas escolares y clubes de lectura. Iniciativas individuales como la de María Olga Rodríguez Díaz ayudaron a difundir en la red el proyecto Pioneiras, tras el cambio de gobierno en 2010 que eliminó muchos de los enlaces a la campaña. En 2016, una petición popular sometida a votación pidió al ayuntamiento de Finisterre dedicar una calle a Celia Rivas; su candidatura fue la segunda más votada. En 2018, la Real Academia Galega incluyó a Celia Rivas Casais en su iniciativa "Primaveira das Letras" dentro de la ficha didáctica "Unha muller dona do seu tempo" dedicada al público infantil. En el mismo año y con motivo del Día Internacional de la Mujer, diversas iniciativas en Galicia la recordaron. La Biblioteca Provincial de La Coruña se hizo eco de su historia en la campaña "Un Concello, unha muller, un libro", mientras las escuelas infantiles CEIP Profesor Albino Núñez y CEIP Andrade reivindicaron su figura.  En 2019, el ayuntamiento de Santiago de Compostela debatió que la variante de Aradas, vía que comunica la carretera Santiago - Carballo con el Polígono del Tambre, llevara el nombre de Celia Rivas. También en septiembre del mismo año, se empezaron a recoger firmas en una plataforma digital para conseguir que la nueva estación de autobuses en Santiago de Compostela reciba su nombre. Radio Nordés Cadena Ser se hizo eco de la noticia y entrevistó al creador de la propuesta. La petición aún se encuentra activa aquí.
En 2021 el nieto de Celia Rivas y su familia inauguraron el restaurante Mamá Celia reacondicionando el último recinto utilizado por la fábrica Rivas en Finisterre antes de su desaparición como negocio de pescados y mariscos. El local es un anexo a la casa familiar en la que vivieron Celia, Julita y Palmira con sus familias, aún propiedad de sus descendientes. En su remodelación se respetó la distribución original de la fábrica, tanto en el bajo donde se trabajaba con la materia prima, como en la oficina del piso superior. En el mismo año, la Fundación Alexandre Bóveda incluyó a Celia Rivas en su calendario oficial, dedicándole el mes de octubre en el que nació. También se la menciona en la publicación oficial Escritores no Camiño, realizada para el Fondo de proxectos culturais Xacobeo 2021.

##### Reseñas y reportajes en medios de comunicación, blogs y guías de viaje
Desde 2012, son múltiples las referencias a Celia Rivas Casais en blogs y redes sociales, así como en webs especializadas. La activista galega Isabel Risco habla de ella como "el faro de Fisterra", mientras que la bloguera Erín López considera a Celia Rivas una mujer "fascinante, precursora, revolucionaria y maravillosa". El colectivo italiano "Buona Strada Lady Truck" también la reseña en su página, considerándola "una verdadera pionera del sector en Europa".  Su impacto global ha sido analizado por la especialista en SEO Laura Oliveira Sánchez, que cree que Celia "rompió el hielo" al hacer "la mejor campaña de márketing para promover el marisco gallego". La vida de la empresaria también ha trascendido en diversos medios y noticias relacionadas con el transporte, donde suele ocupar un lugar destacado entre mujeres de renombre como Emilia Pardo Bazán, Sophie Opel o Bertha Benz. Sus logros también han sido destacados por el canal de televisión TeleMadrid. En 2020 se realizó uno de los reportajes más exhaustivos sobre su figura, para el número 358 de la revista especializada SoloCamión. Cuenta su historia en detalle y a doble página, incluyendo declaraciones de sus familiares. Otras publicaciones impresas como La Voz de Galicia se han referido a Celia Rivas como una "transportista legendaria". Su historia se incluye también en guías de viaje como la de Justpackandbreathe.